# Karl Wilhelm Hennert

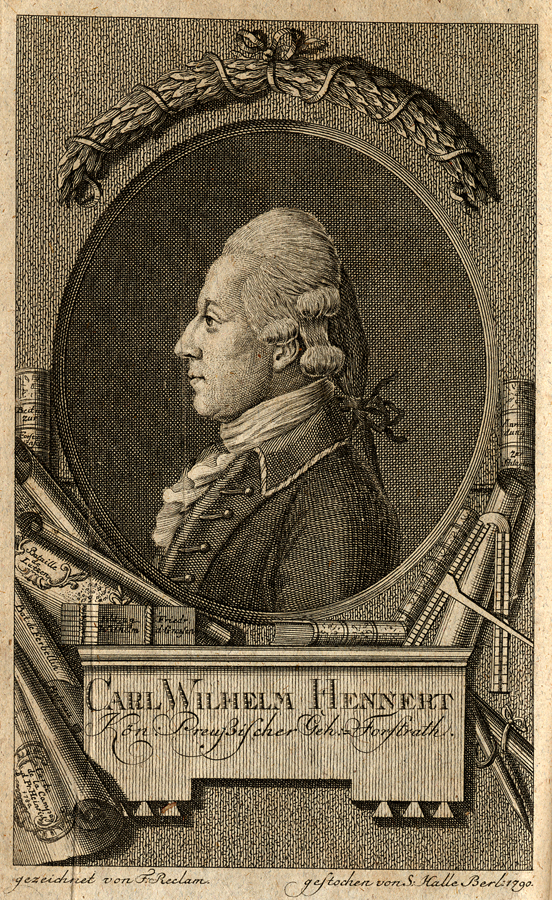
Karl Wilhelm Hennert

Karl Wilhelm Hennert (1739-1800) fue un militar, ingeniero, forestal y escritor nacido en Berlín, Alemania.

## Biografía
Hennert nació el tres de enero de 1739 en Berlín, y fue hermano del célebre matemático y físico Johann Friedrich Hennert, y sirvió Hennert como militar en la guerra de los Siete Años bajo el mandato del príncipe Enrique de Prusia (1726-1802), el cual después de la paz, le nombró ingeniero en el castillo de Rheinsberg.
Más tarde, en 1785, el rey de Prusia designó a Hennert inspector en jefe de construcciones en el departamento de la administración de aguas y bosques, y tiempo después consejero privado en el mismo ramo, y después de haber colaborado en grado sumo al mejoramiento de esta parte de economía política de su patria, murió el 21 de abril de 1800.
Hennert publicó varias obras, sobre todo sobre en el ramo que estuvo empleado, y sobre el arte militar, como un discurso sobre la caballería antigua o las guerras bajo el elector Federico III, o también de geometría, y una obra de derechos y contribuciones sobre los bosques según los decretos del rey de Prusia; Hennert además fue editor sobre una instrucción sucinta el modo de atacar de las plazas fortificadas, y reflexiones sobre la utilidad de los reductos, mas redactor de obras periódicas tales como el Diario de Berlín y el Diario militar, con gran número de memorias de historia militar y de economía forestal, y sabias disertaciones sobre la guerra de los Treinta Años.

## Obras
- Disertación sobre la caballería en los tiempos mas antiguos según las relaciones de Homero, Berlín, 1774, en 8.º.
- Descripción de la quinta de recreo y del jardín del príncipe Enrique de Prusia en Reinsberg, Berlín, 1778, en 8.º.
- Memorias sobre la florestera deducidas de la geometría aplicada, Leipzig, 1783, con once láminas.
- Indicación sucinta de algunas invenciones geométricas cuya aplicación puede servir en diferentes ocasiones a los floresteros encargados de la administración de los bosques, Berlín, 1789, con ocho grabados.
- Memorias para servir a la historia de las guerras de la Casa de Brandeburgo bajo el elector Federico III, sacadas principalmente de los archivos reales y manuscritos inéditos, con un mapa del sitio de Boun, Berlín, 1790, en 4.º.
- Instrucción sobre el repartimiento o imposición de derechos y contribuciones a los boqsues según los decretos del rey de Prusia, Berlín, 1791, 2 tomos.
- Del estrago o destrucción ocasionada en los bosques de Prusia, desde 1791 hasta 1794, por las orugas y los vientos fuertes, 1798.
- Instrucción sucinta sobre el modo de atacar las plazas fortificadas, 1783.
- Disertaciones sobre las campañas de Gustavo II Adolfo de Suecia:
  - Cuadro militar de los imperiales y de los suecos
  - Discurso sobre las batalla de Breitenfeld (1631) y la batalla de Lützen (1632)
- Memorias en el Diario de Berlín y Diario militar
- Otras